# St. Bernhard (Mannheim-Neckarstadt)

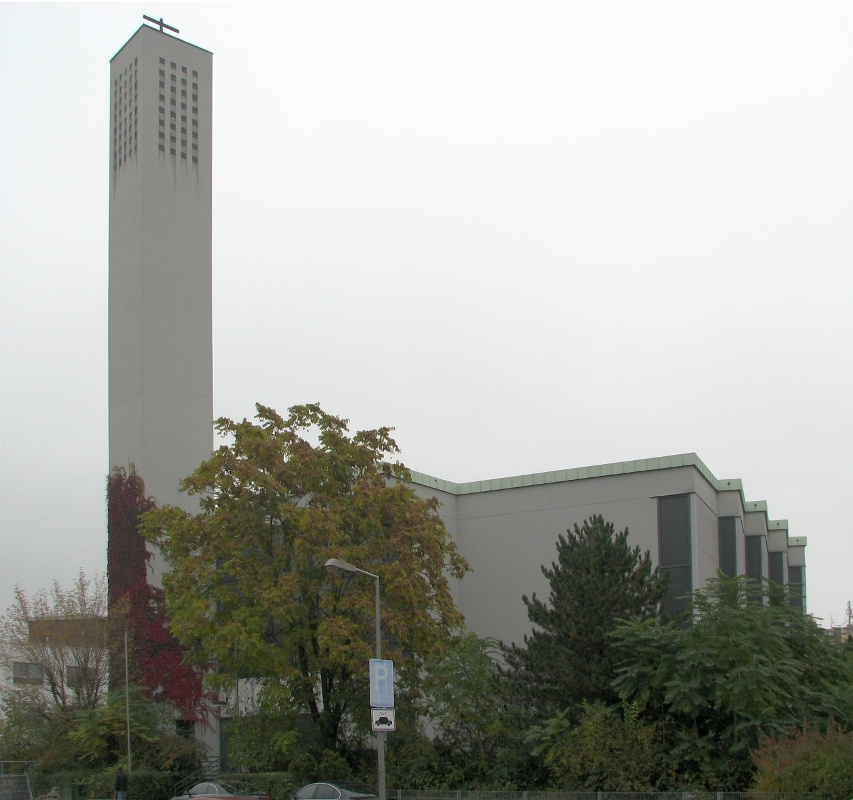
St. Bernhard

St. Bernhard ist eine katholische Kirche im Mannheimer Stadtteil Neckarstadt-Ost. Sie wurde zwischen 1959 und 1961 nach den Plänen von Josef Freienstein erbaut.

## Geschichte
Die Wohnbebauung der nördlich der Mannheimer Innenstadt liegenden Neckarstadt entstand ab der zweiten Hälfte des 19. Jahrhunderts. Im Westteil wurde 1904 die Herz-Jesu-Kirche und im Ostteil 1914 St. Bonifatius erbaut. Aufgrund der starken Bevölkerungszunahme waren die Neckarstädter Pfarrgemeinden auch nach dem Bau von St. Nikolaus in 1932 im Nordwesten so groß, dass eine vierte Pfarrei notwendig geworden war. 1959 wurde daher die Kuratie St. Bernhard eingerichtet und mit dem Bau einer Kirche begonnen. Zwei Jahre später war sie fertiggestellt und am 29. Oktober 1961 wurde sie von Erzbischof Hermann Schäufele geweiht. 1970 wurde die Kuratie zur Pfarrei erhoben. 
2002 wurden die Gemeinden St. Bernhard und St. Bonifatius zur Seelsorgeeinheit Neckarstadt-Ost zusammengeschlossen. Heute bilden die Pfarreien St. Bernhard und St. Bonifatius mit St. Nikolaus und Herz-Jesu die Katholische Kirchengemeinde Mannheim-Neckarstadt im Stadtdekanat Mannheim der Erzdiözese Freiburg.

## Beschreibung

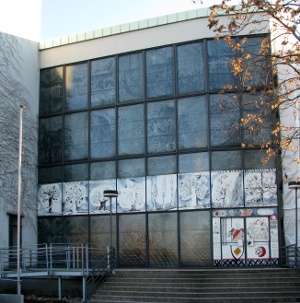
Frontansicht

Die geostete Kirche steht auf einem freien Platz in einem Mischgebiet, umgeben von fünfgeschossigen Wohnbauten in Zeilenbauweise und dem Industriegelände der MWM. Der Grundriss ist von einer Parabel abgeleitet, wobei die Südseite gezackt aufgebrochen ist, um die hohen Fenster aufzunehmen, die für die Beleuchtung des Chors sorgen. Die Höhe der Kirche korrespondiert mit der nachbarschaftlichen Wohnbebauung. Der ursprüngliche Sichtbeton wurde 1984 mit einem Anstrich überdeckt.
Den marmornen Altar schuf der Basler Albert Schilling. Das Lesepult und die Tabernakelstele gestaltete 1975 das Künstlerehepaar Lene und Dieter Sicker. Bemerkenswert ist das 135 Quadratmeter große Bleiglasfenster an der Eingangsseite, das Emil Wachter 1984 entwarf. Es bildet die gesamte Eingangsfassade, ist durch die Empore jedoch zweigeteilt. In der Grundfarbe Blau gehalten, zeigt es Begebenheiten zum Thema Wasser, im oberen Teil aus dem Alten Testament, im unteren Teil, in der Nähe des Taufsteins, aus dem Neuen Testament. Auf der Außenseite sieht man auf Höhe der Empore ein Band, das wie die Eingangstür in Email gestaltet ist.

### Glocken
Die sechs Glocken aus Bronze in dem neben der Eingangsfassade stehenden 35 Meter hohen quadratischen Kirchturm wurden 1965 von Friedrich Wilhelm Schilling in Heidelberg gegossen. Sie haben folgende Daten:
| Glocke      | 1       | 2       | 3      | 4      | 5      | 6      |
| ----------- | ------- | ------- | ------ | ------ | ------ | ------ |
| Durchmesser | 1165 mm | 1032 mm | 925 mm | 854 mm | 756 mm | 671 mm |
| Gewicht     | 1102 kg | 732 kg  | 548 kg | 460 kg | 319 kg | 217 kg |
| Schlagton   | ges′+0  | as′+0   | b′-2   | des″+0 | es″+0  | f″-2   |

### Orgel
Die Orgel wurde 1986 von Orgelbaufirma Mönch Orgelbau (Überlingen) erbaut. Das Schleifladen-Instrument hat 34 klingende Register und zwei Vorabzüge (2190 Pfeifen) auf drei Manualen und Pedal. Die Spiel- und Registertrakturen sind mechanisch.
| I Continuo C–g3 |             |       |
| 1.              | Holzgedackt | 8′    |
| 2.              | Gemshorn    | 8′    |
| 3.              | Spitzflöte  | 4′    |
| 4.              | Blockflöte  | 2′    |
| 5.              | Quinte      | 1 ⁄3′ |
| 6.              | Sifflet     | 1′    |
|                 | Tremulant   |       |

| II Hauptwerk C–g3 |                     |       |
| 7.                | Bourdon             | 16′   |
| 8.                | Principal           | 8′    |
| 9.                | Gedeckt-Flöte       | 8′    |
| 10.               | Octave              | 4′    |
| 11.               | Querflöte           | 4′    |
| 12.               | Superoctave         | 2′    |
| 13.               | Quinte (aus Nr. 14) | 1 ⁄3′ |
| 14.               | Mixtur IV           | 1 ⁄3′ |
| 15.               | Cornet V            | 8′    |
| 16.               | Trompete            | 8′    |
| 17.               | Clairon             | 4′    |

| III Schwellwerk C–g3 |                      |        |
| 18.                  | Rohrgedackt          | 8′     |
| 19.                  | Salicional           | 8′     |
| 20.                  | Viola                | 4′     |
| 21.                  | Rohrflöte            | 4′     |
| 22.                  | Nazard               | 2 ⁄3′  |
| 23.                  | Flageolet            | 2′     |
| 24.                  | Terz                 | 1 3⁄5′ |
| 25.                  | Piccolo (aus Nr. 25) | 1′     |
| 26.                  | Cymbel IV            | 1′     |
| 27.                  | Dulc.-Vox humana     | 16′    |
| 28.                  | Hautbois             | 8′     |
|                      | Tremulant            |        |

| Pedalwerk C–f1 |                |       |
| 29.            | Subbaß         | 16′   |
| 30.            | Octavbaß       | 8′    |
| 31.            | Praestantflöte | 8′    |
| 32.            | Tenoroctave    | 4′    |
| 33.            | Rauschwerk IV  | 2 ⁄3′ |
| 34.            | Fagott         | 16′   |
| 35.            | Posaune        | 8′    |
| 36.            | Tenorposaune   | 4′    |

- Koppeln: I/II, III/II, I/P, II/P, III/P